# Stéphane Chapuisat
Stéphane »Chappi« Chapuisat, švicarski nogometaš, * 28. junij 1969, Lausanne, Švica.
CHapuisat, napadalec, velja za najboljšega švicarskega nogometaša 90. let 20. stoletja. Za švicarsko nogometno reprezentanco je odigral 103 tekme in dosegel 21 golov; med drugim je nastopil na Svetovnem prvenstvu v nogometu leta 1994, Evropskem prvenstvu v nogometu leta 1996 in leta 2004.